# Snake Pass
Snake Pass est un jeu vidéo de plates-formes et de réflexion développé et édité par Sumo Digital, sorti en 2017 sur Windows, Nintendo Switch, PlayStation 4 et Xbox One.

## Système de jeu
Le joueur incarne un serpent nommé Noodle suivi de son compagnon colibri Doodle.

## Accueil
- Canard PC : 7/10[1]